# Pat Jennings
Patrick Anthony Jennings OBE (Newry, 12 juni 1945) is een Noord-Iers voormalig doelman. Gedurende zijn 22-jarige carrière speelde hij 119 interlands voor het Noord-Ierse elftal, stond hij op het hoogste niveau in meer dan 1000 duels tussen de palen en werd hij tweemaal verkozen tot beste speler van Engeland.
Jennings was een van de eerste keepers die op een succesvolle wijze gebruikmaakte van zijn voeten om ballen te keren. Zijn handelsmerk was echter het stoppen van de bal met één hand. Dit was voor hem eenvoudiger omdat zijn handen groter waren dan gemiddeld. In Groot-Brittannië wordt hij over het algemeen beschouwd als een van de beste keepers aller tijden.

## Clubcarrière

### Shamrock Rovers, Newry City & Watford
Jennings begon met voetballen bij Shamrock Rovers, waar hij tot zijn elfde levensjaar bleef. Daarna begon hij zich te richten op het Gaelic football, maar op zijn zestiende besloot hij terug te komen op deze beslissing. Hij tekende een contract bij het plaatselijke Newry City, waar hij indruk maakte op de trainer van Watford. De derdeklasser besloot in mei 1963 de zeventienjarige doelman te contracteren. Tijdens zijn eerste seizoen stond Jennings bij alle competitiewedstrijden tussen de palen en maakte hij een sterke indruk. Het trok de belangstelling van Tottenham Hotspur en zij besloten Jennings in mei 1964 over te nemen voor een bedrag van 27.000 pond.

### Tottenham Hotspur
Jennings zou dertien seizoenen onder contract blijven staan bij de Londense club. Daarin speelde hij 673 wedstrijden voor de Spurs en won de doelman met de club de FA Cup (1971), de League Cup (1971 en 1973) en UEFA Cup (1972). Ook scoorde hij een doelpunt in het duel om de Charity Shield, toen de bal na zijn uittrap over Manchester United-doelman Alex Stepney in het doel stuiterde. In 1973 werd Jennings door de sportjournalisten uitgeroepen tot Engels voetballer van het jaar. Drie jaar later werd hij door zijn voetballende collega's verkozen tot Engelands beste, waarmee hij de eerste keeper werd die deze prijs won.

### Arsenal
In augustus 1977 maakte Jennings op zijn 32e voor 40.000 pond de overstap naar de Engelse topclub Arsenal. Tottenham-manager Keith Burkinshaw dacht dat het beste er wel van af was en liet de doelman tegen het einde van zijn carrière naar de aartsrivaal vertrekken. Hier maakten de Spurs echter een grote inschattingsfout, Jennings zou bij Arsenal nog acht jaar op het hoogste niveau voetballen en groeide ook bij de stadsgenoot uit tot een clubicoon. Op Highbury behaalde de doelman nog driemaal de finale van de FA Cup (1978, 1979 en 1980), waarvan hij alleen de eerste won. Ook behaalde hij met Arsenal in 1980 de finale van de Europacup II, maar deze werd na strafschoppen verloren van Valencia (4-5). In totaal speelde Jennings van 1977 tot aan zijn afscheid in 1985 327 duels voor de Gunners, waarvan 237 in de competitie.

### Tottenham Hotspur
Na zijn vertrek bij Arsenal keerde Jennings terug naar Tottenham om fit te blijven voor de deelname aan het WK voetbal in 1986. In maart 1986 werd hij nog een maand verhuurd aan Everton omdat reservekeeper Neville Southall geblesseerd was geraakt en de club in de finale stond van de FA Cup.

## Interlandcarrière
In april 1964 maakte de 18-jarige Jennings, samen met de 17-jarige George Best, zijn debuut voor het Noord-Ierse elftal tegen Wales. Na achttien jaar international te zijn geweest, plaatste Jennings zich met Noord-Ierland voor het WK in 1982. Daar kende de doelman zijn meest glorieuze moment met het nationale elftal toen onverwacht gastland Spanje met 1-0 werd uitgeschakeld en Noord-Ierland door ging naar de kwartfinale. Vier jaar later wist het land zich opnieuw te plaatsen voor het WK. Jennings speelde op zijn 41e verjaardag zijn laatste interland tegen Brazilië. Daarmee werd hij de oudste speler op een WK totdat Roger Milla hem in 1994 met 42 jaar passeerde. De 119 interlands van Jennings voor Noord-Ierland waren jarenlang een mondiaal record.
Alle uitslagen bezien vanuit Noord-Iers perspectief
| Interlands van Pat Jennings voor Noord-Ierland | Interlands van Pat Jennings voor Noord-Ierland | Interlands van Pat Jennings voor Noord-Ierland | Interlands van Pat Jennings voor Noord-Ierland | Interlands van Pat Jennings voor Noord-Ierland | Interlands van Pat Jennings voor Noord-Ierland |
| №                                              | Datum                                          | Plaats                                         | Tegenstander                                   | Uitslag                                        | Competitie                                     |
| Als speler van Watford FC                      | Als speler van Watford FC                      | Als speler van Watford FC                      | Als speler van Watford FC                      | Als speler van Watford FC                      | Als speler van Watford FC                      |
| ---------------------------------------------- | ---------------------------------------------- | ---------------------------------------------- | ---------------------------------------------- | ---------------------------------------------- | ---------------------------------------------- |
| 1                                              | 15.04.64                                       | Swansea                                        | Wales                                          | 3 – 2                                          | British Championship                           |
| 2                                              | 29.04.64                                       | Belfast                                        | Uruguay                                        | 3 – 0                                          | Vriendschappelijk                              |
| Als speler van Tottenham Hotspur FC            |                                                |                                                |                                                |                                                |                                                |
| 3                                              | 03.10.64                                       | Belfast                                        | Engeland                                       | 3 – 4                                          | British Championship                           |
| 4                                              | 14.10.64                                       | Belfast                                        | Zwitserland                                    | 1 – 0                                          | WK-kwalificatie                                |
| 5                                              | 14.11.64                                       | Lausanne                                       | Zwitserland                                    | 1 – 2                                          | WK-kwalificatie                                |
| 6                                              | 25.11.64                                       | Glasgow                                        | Schotland                                      | 2 – 3                                          | British Championship                           |
| 7                                              | 07.04.65                                       | Rotterdam                                      | Nederland                                      | 0 – 0                                          | WK-kwalificatie                                |
| 8                                              | 07.05.65                                       | Belfast                                        | Albanië                                        | 4 – 1                                          | WK-kwalificatie                                |
| 9                                              | 02.10.65                                       | Belfast                                        | Schotland                                      | 3 – 2                                          | British Championship                           |
| 10                                             | 10.11.65                                       | Londen                                         | Engeland                                       | 1 – 2                                          | British Championship                           |
| 11                                             | 24.11.65                                       | Tirana                                         | Albanië                                        | 1 – 1                                          | WK-kwalificatie                                |
| 12                                             | 30.03.66                                       | Cardiff                                        | Wales                                          | 4 – 1                                          | British Championship                           |
| 13                                             | 07.05.66                                       | Belfast                                        | West-Duitsland                                 | 0 – 2                                          | Vriendschappelijk                              |
| 14                                             | 22.10.66                                       | Belfast                                        | Engeland                                       | 0 – 2                                          | EK-kwalificatie                                |
| 15                                             | 16.11.66                                       | Glasgow                                        | Schotland                                      | 1 – 2                                          | EK-kwalificatie                                |
| 16                                             | 21.10.67                                       | Belfast                                        | Schotland                                      | 1 – 0                                          | EK-kwalificatie                                |
| 17                                             | 22.11.67                                       | Londen                                         | Engeland                                       | 0 – 2                                          | EK-kwalificatie                                |
| 18                                             | 28.02.68                                       | Wrexham                                        | Wales                                          | 0 – 2                                          | EK-kwalificatie                                |
| 19                                             | 10.09.68                                       | Haifa                                          | Israël                                         | 3 – 2                                          | Vriendschappelijk                              |
| 20                                             | 23.10.68                                       | Belfast                                        | Turkije                                        | 4 – 1                                          | WK-kwalificatie                                |
| 21                                             | 11.12.68                                       | Istanbul                                       | Turkije                                        | 3 – 0                                          | WK-kwalificatie                                |
| 22                                             | 03.05.69                                       | Belfast                                        | Engeland                                       | 1 – 3                                          | British Championship                           |
| 23                                             | 06.05.69                                       | Glasgow                                        | Schotland                                      | 1 – 1                                          | British Championship                           |
| 24                                             | 10.05.69                                       | Belfast                                        | Wales                                          | 0 – 0                                          | British Championship                           |
| 25                                             | 10.09.69                                       | Belfast                                        | Sovjet-Unie                                    | 0 – 0                                          | WK-kwalificatie                                |
| 26                                             | 22.10.69                                       | Moskou                                         | Sovjet-Unie                                    | 0 – 2                                          | WK-kwalificatie                                |
| 27                                             | 18.04.70                                       | Belfast                                        | Schotland                                      | 0 – 1                                          | British Championship                           |
| 28                                             | 21.04.70                                       | Londen                                         | Engeland                                       | 1 – 3                                          | British Championship                           |
| 29                                             | 23.02.71                                       | Nicosia                                        | Cyprus                                         | 3 – 0                                          | EK-kwalificatie                                |
| 30                                             | 21.04.71                                       | Belfast                                        | Cyprus                                         | 5 – 0                                          | EK-kwalificatie                                |
| 31                                             | 15.05.71                                       | Belfast                                        | Engeland                                       | 0 – 1                                          | British Championship                           |
| 32                                             | 18.05.71                                       | Glasgow                                        | Schotland                                      | 1 – 0                                          | British Championship                           |
| 33                                             | 22.05.71                                       | Belfast                                        | Wales                                          | 1 – 0                                          | British Championship                           |
| 34                                             | 13.10.71                                       | Belfast                                        | Sovjet-Unie                                    | 1 – 1                                          | EK-kwalificatie                                |
| 35                                             | 16.02.72                                       | Kingston upon Hull                             | Spanje                                         | 1 – 1                                          | EK-kwalificatie                                |
| 36                                             | 20.05.72                                       | Glasgow                                        | Schotland                                      | 0 – 2                                          | British Championship                           |
| 37                                             | 23.05.72                                       | London                                         | Engeland                                       | 1 – 0                                          | British Championship                           |
| 38                                             | 27.05.72                                       | Wrexham                                        | Wales                                          | 0 – 0                                          | British Championship                           |
| 39                                             | 18.10.72                                       | Sofia                                          | Bulgarije                                      | 0 – 3                                          | WK-kwalificatie                                |
| 40                                             | 14.02.73                                       | Nicosia                                        | Cyprus                                         | 0 – 1                                          | WK-kwalificatie                                |
| 41                                             | 28.03.73                                       | Coventry                                       | Portugal                                       | 1 – 1                                          | WK-kwalificatie                                |
| 42                                             | 12.05.73                                       | Liverpool                                      | Engeland                                       | 1 – 2                                          | British Championship                           |
| 43                                             | 16.05.73                                       | Glasgow                                        | Schotland                                      | 2 – 1                                          | British Championship                           |
| 44                                             | 19.05.73                                       | Liverpool                                      | Wales                                          | 1 – 0                                          | British Championship                           |
| 45                                             | 14.11.73                                       | Lisboa                                         | Portugal                                       | 1 – 1                                          | WK-kwalificatie                                |
| 46                                             | 11.05.74                                       | Glasgow                                        | Schotland                                      | 1 – 0                                          | British Championship                           |
| 47                                             | 15.05.74                                       | Londen                                         | Engeland                                       | 0 – 1                                          | British Championship                           |
| 48                                             | 18.05.74                                       | Wrexham                                        | Wales                                          | 0 – 1                                          | British Championship                           |
| 49                                             | 04.09.74                                       | Oslo                                           | Noorwegen                                      | 1 – 2                                          | EK-kwalificatie                                |
| 50                                             | 30.10.74                                       | Stockholm                                      | Zweden                                         | 2 – 0                                          | EK-kwalificatie                                |
| 51                                             | 16.04.75                                       | Belfast                                        | Joegoslavië                                    | 1 – 0                                          | EK-kwalificatie                                |
| 52                                             | 17.05.75                                       | Belfast                                        | Engeland                                       | 0 – 0                                          | British Championship                           |
| 53                                             | 20.05.75                                       | Glasgow                                        | Schotland                                      | 0 – 3                                          | British Championship                           |
| 54                                             | 23.05.75                                       | Belfast                                        | Wales                                          | 1 – 0                                          | British Championship                           |
| 55                                             | 03.09.75                                       | Belfast                                        | Zweden                                         | 1 – 2                                          | EK-kwalificatie                                |
| 56                                             | 29.10.75                                       | Belfast                                        | Noorwegen                                      | 3 – 0                                          | EK-kwalificatie                                |
| 57                                             | 19.11.75                                       | Belgrado                                       | Joegoslavië                                    | 0 – 1                                          | EK-kwalificatie                                |
| 58                                             | 03.03.76                                       | Haifa                                          | Israël                                         | 1 – 1                                          | Vriendschappelijk                              |
| 59                                             | 08.05.76                                       | Glasgow                                        | Schotland                                      | 0 – 3                                          | British Championship                           |
| 60                                             | 11.05.76                                       | Londen                                         | Engeland                                       | 0 – 4                                          | British Championship                           |
| 61                                             | 14.05.76                                       | Swansea                                        | Wales                                          | 0 – 1                                          | British Championship                           |
| 62                                             | 13.10.76                                       | Rotterdam                                      | Nederland                                      | 2 – 2                                          | WK-kwalificatie                                |
| 63                                             | 10.11.76                                       | Luik                                           | België                                         | 0 – 2                                          | WK-kwalificatie                                |
| 64                                             | 27.04.77                                       | Keulen                                         | West-Duitsland                                 | 0 – 2                                          | Vriendschappelijk                              |
| 65                                             | 28.05.77                                       | Belfast                                        | Engeland                                       | 1 – 2                                          | British Championship                           |
| 66                                             | 01.06.77                                       | Glasgow                                        | Schotland                                      | 0 – 3                                          | British Championship                           |
| 67                                             | 03.06.77                                       | Belfast                                        | Wales                                          | 1 – 1                                          | British Championship                           |
| 68                                             | 11.06.77                                       | Reykjavik                                      | IJsland                                        | 0 – 1                                          | WK-kwalificatie                                |
| Als speler van Arsenal FC                      |                                                |                                                |                                                |                                                |                                                |
| 69                                             | 21.09.77                                       | Belfast                                        | IJsland                                        | 2 – 0                                          | WK-kwalificatie                                |
| 70                                             | 12.10.77                                       | Belfast                                        | Nederland                                      | 0 – 1                                          | WK-kwalificatie                                |
| 71                                             | 16.11.77                                       | Belfast                                        | België                                         | 3 – 0                                          | WK-kwalificatie                                |
| 72                                             | 20.09.78                                       | Dublin                                         | Ierland                                        | 0 – 0                                          | EK-kwalificatie                                |
| 73                                             | 25.10.78                                       | Belfast                                        | Denemarken                                     | 2 – 1                                          | EK-kwalificatie                                |
| 74                                             | 25.11.78                                       | Sofia                                          | Bulgarije                                      | 2 – 0                                          | EK-kwalificatie                                |
| 75                                             | 07.02.79                                       | Londen                                         | Engeland                                       | 0 – 4                                          | EK-kwalificatie                                |
| 76                                             | 02.05.79                                       | Belfast                                        | Bulgarije                                      | 2 – 0                                          | EK-kwalificatie                                |
| 77                                             | 19.05.79                                       | Belfast                                        | Engeland                                       | 0 – 2                                          | British Championship                           |
| 78                                             | 22.05.79                                       | Glasgow                                        | Schotland                                      | 0 – 1                                          | British Championship                           |
| 79                                             | 25.05.79                                       | Belfast                                        | Wales                                          | 1 – 1                                          | British Championship                           |
| 80                                             | 06.06.79                                       | Kopenhagen                                     | Denemarken                                     | 0 – 4                                          | EK-kwalificatie                                |
| 81                                             | 17.10.79                                       | Belfast                                        | Engeland                                       | 1 – 5                                          | EK-kwalificatie                                |
| 82                                             | 21.11.79                                       | Belfast                                        | Ierland                                        | 1 – 0                                          | EK-kwalificatie                                |
| 83                                             | 26.03.80                                       | Tel Aviv                                       | Israël                                         | 0 – 0                                          | WK-kwalificatie                                |
| 84                                             | 25.03.81                                       | Glasgow                                        | Schotland                                      | 1 – 1                                          | WK-kwalificatie                                |
| 85                                             | 29.04.81                                       | Belfast                                        | Portugal                                       | 1 – 0                                          | WK-kwalificatie                                |
| 86                                             | 19.05.81                                       | Glasgow                                        | Schotland                                      | 0 – 2                                          | British Championship                           |
| 87                                             | 03.06.81                                       | Stockholm                                      | Zweden                                         | 0 – 1                                          | WK-kwalificatie                                |
| 88                                             | 14.10.81                                       | Belfast                                        | Schotland                                      | 0 – 0                                          | WK-kwalificatie                                |
| 89                                             | 18.11.81                                       | Belfast                                        | Israël                                         | 1 – 0                                          | WK-kwalificatie                                |
| 90                                             | 23.02.82                                       | Londen                                         | Engeland                                       | 0 – 4                                          | British Championship                           |
| 91                                             | 27.05.82                                       | Wrexham                                        | Wales                                          | 0 – 3                                          | British Championship                           |
| 92                                             | 17.06.82                                       | Zaragoza                                       | Joegoslavië                                    | 0 – 0                                          | WK-eindronde                                   |
| 93                                             | 21.06.82                                       | Zaragoza                                       | Honduras                                       | 1 – 1                                          | WK-eindronde                                   |
| 94                                             | 25.06.82                                       | Valencia                                       | Spanje                                         | 1 – 0                                          | WK-eindronde                                   |
| 95                                             | 04.07.82                                       | Madrid                                         | Frankrijk                                      | 1 – 4                                          | WK-eindronde                                   |
| 96                                             | 27.04.83                                       | Belfast                                        | Albanië                                        | 1 – 0                                          | EK-kwalificatie                                |
| 97                                             | 24.05.83                                       | Glasgow                                        | Schotland                                      | 0 – 0                                          | British Championship                           |
| 98                                             | 28.05.83                                       | Belfast                                        | Engeland                                       | 0 – 0                                          | British Championship                           |
| 99                                             | 31.05.83                                       | Belfast                                        | Wales                                          | 0 – 1                                          | British Championship                           |
| 100                                            | 21.09.83                                       | Belfast                                        | Oostenrijk                                     | 3 – 1                                          | EK-kwalificatie                                |
| 101                                            | 12.10.83                                       | Ankara                                         | Turkije                                        | 0 – 1                                          | EK-kwalificatie                                |
| 102                                            | 16.11.83                                       | Hamburg                                        | West-Duitsland                                 | 1 – 0                                          | EK-kwalificatie                                |
| 103                                            | 13.12.83                                       | Belfast                                        | Schotland                                      | 2 – 0                                          | British Championship                           |
| 104                                            | 22.05.84                                       | Swansea                                        | Wales                                          | 1 – 1                                          | British Championship                           |
| 105                                            | 27.05.84                                       | Pori                                           | Finland                                        | 0 – 1                                          | WK-kwalificatie                                |
| 106                                            | 12.09.84                                       | Belfast                                        | Roemenië                                       | 3 – 2                                          | WK-kwalificatie                                |
| 107                                            | 14.11.84                                       | Belfast                                        | Finland                                        | 2 – 1                                          | WK-kwalificatie                                |
| 108                                            | 27.02.85                                       | Belfast                                        | Engeland                                       | 0 – 1                                          | WK-kwalificatie                                |
| 109                                            | 27.03.85                                       | Mallorca                                       | Spanje                                         | 0 – 0                                          | Vriendschappelijk                              |
| 110                                            | 01.05.85                                       | Belfast                                        | Turkije                                        | 2 – 0                                          | WK-kwalificatie                                |
| Als speler van Tottenham Hotspur FC            |                                                |                                                |                                                |                                                |                                                |
| 111                                            | 11.09.85                                       | Izmir                                          | Turkije                                        | 0 – 0                                          | WK-kwalificatie                                |
| 112                                            | 16.10.85                                       | Boekarest                                      | Roemenië                                       | 1 – 0                                          | WK-kwalificatie                                |
| 113                                            | 13.11.85                                       | Londen                                         | Engeland                                       | 0 – 0                                          | WK-kwalificatie                                |
| 114                                            | 26.02.86                                       | Parijs                                         | Frankrijk                                      | 0 – 0                                          | Vriendschappelijk                              |
| 115                                            | 16.03.86                                       | Belfast                                        | Denemarken                                     | 1 – 1                                          | Vriendschappelijk                              |
| Als speler van Everton FC                      |                                                |                                                |                                                |                                                |                                                |
| 116                                            | 23.04.86                                       | Belfast                                        | Marokko                                        | 2 – 1                                          | Vriendschappelijk                              |
| 117                                            | 03.06.86                                       | Guadalajara                                    | Algerije                                       | 1 – 1                                          | WK-eindronde                                   |
| 118                                            | 07.06.86                                       | Guadalajara                                    | Spanje                                         | 1 – 2                                          | WK-eindronde                                   |
| 119                                            | 12.06.86                                       | Guadalajara                                    | Brazilië                                       | 0 – 3                                          | WK-eindronde                                   |

## Erelijst
Met Tottenham Hotspur:
- FA Cup: 1970/71
- League Cup: 1970/71, 1972/73
- UEFA Cup: 1971/72

Met Arsenal:
- FA Cup: 1978/79

Individueel:
- FWA Footballer of the Year: 1973
- PFA Players' Player of the Year: 1976